# Brvenik Naselje
Brvenik Naselje (cirill betűkkel Брвеник Насеље), település Szerbiában, a Raškai körzethez tartozó Raška községben.

## Népesség
- 1948-ban 169 lakosa volt.
- 1953-ban 155 lakosa volt.
- 1961-ben 208 lakosa volt.
- 1971-ben 253 lakosa volt.
- 1981-ben 283 lakosa volt.
- 1991-ben 414 lakosa volt.
- 2002-ben 408 lakosa volt, akik mindannyian szerbek.